# Corina Crețu

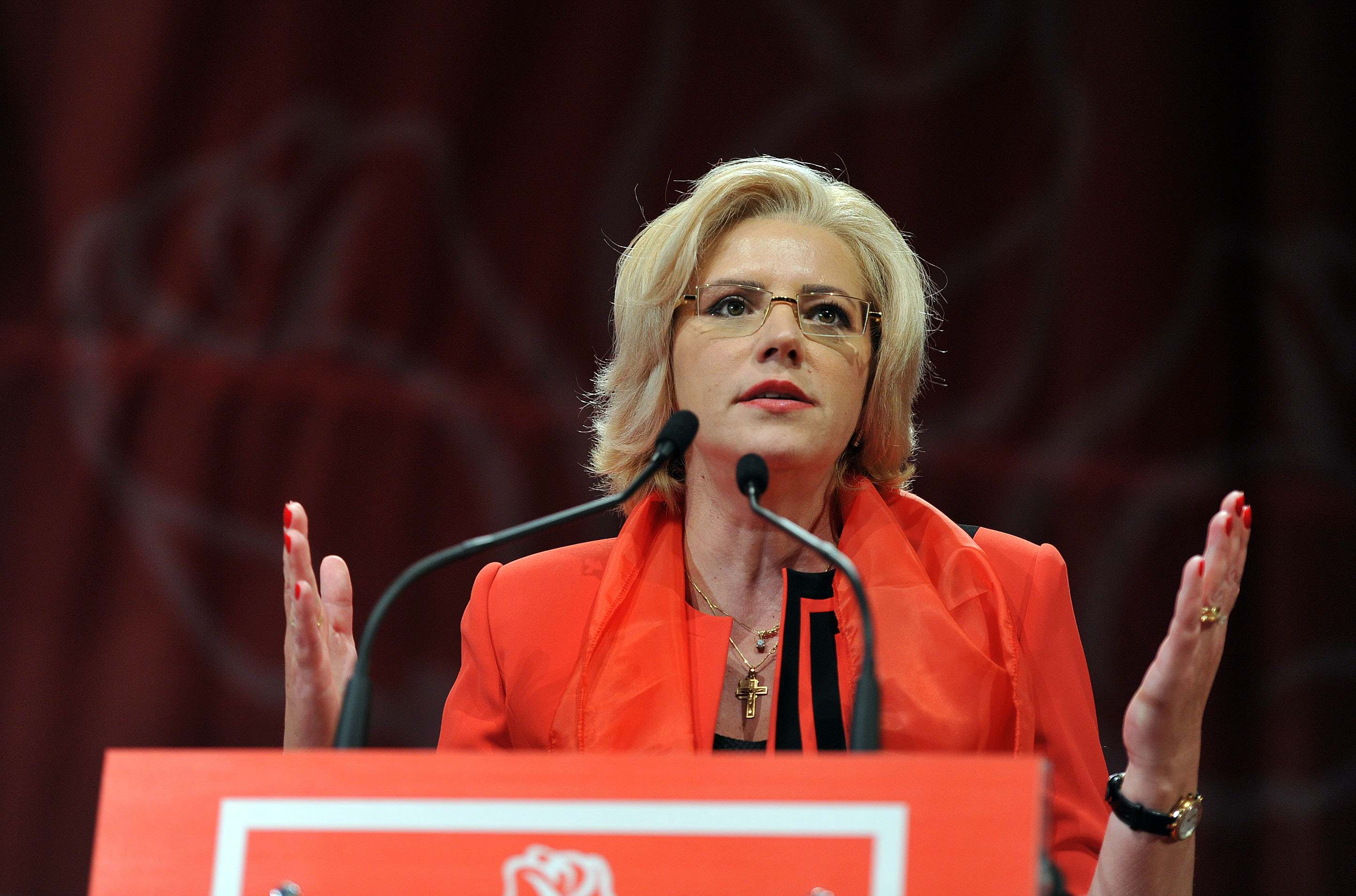
Corina Crețu.

Corina Crețu, född 24 juni 1967 in Bukarest, är en rumänsk politiker. Hon är sedan 1 november 2014 EU-kommissionär med ansvar för regionalpolitik i kommissionen Juncker. Sedan 1996 representerar hon socialdemokraterna i Rumänien.
Crețu stod nära förra rumänska presidentern Ion Iliescu och var dennes talesperson 1992-1996 samt 2000-2004. Hon blev invald i deputeradekammaren år 2000, i senaten 2004 samt, i samband med Rumäniens anslutning till Europeiska unionen, till Europaparlamentet 2007. Mellan juni och oktober 2014 var hon vice talman i Europaparlamentet. Numera är hon ledamot i utskottet för miljö, folkhälsa och livsmedelssäkerhet, utskottet för regional utveckling och delegationen till den gemensamma parlamentarikerkommittén EU-Turkiet. Hon är dessutom suppleant i utskottet för utrikesfrågor, budgetkontrollutskottet, delegationen till den parlamentariska stabiliserings- och associeringskommittén för EU–Montenegro och delegationen till de parlamentariska samarbetskommittéerna EU–Kazakstan, EU–Kirgizistan, EU–Uzbekistan och EU–Tadzjikistan samt förbindelserna med Turkmenistan och Mongoliet.